# 大転換の予兆
『大転換の予兆』（だいてんかんのよちょう）は、ポランニー派経済人類学者の栗本慎一郎の著作。1992年4月に東洋経済新報社から刊行された。社会史的には東西冷戦が終わった時期、栗本の個人史的には明治大学を辞職した後でかつ国会議員になる前の時期（ミネソタ州立大学秋田校理事就任時）に書かれた著作。「21世紀を読む」という副題がついていた。

## 内容

### 冷戦体制をふりかえる
まず、冷戦体制の復習と吟味から始まる。
冷戦とは、アメリカ主導の妥協体制であったとの認識が提出される。中国の人権弾圧に対しアメリカ政府が積極的な介入を示す一方、ソ連による東欧への搾取に対してはアメリカ政府が冷淡なのは、東洋人に厳しく白人に甘いというようなことではなく、この妥協体制を維持するためであったと考える。
1957年にソ連がスプートニクを打ち上げたことが、アメリカ側を不安にさせ、60年代以降の変化につながったと考える。
ソ連は、東側諸国から搾取しまくって疲弊しながらやっとのことでスプートニクという偉業を成し遂げたのだが、日本の知識人や学生たちはその内実に気づかず、東側の優勢と受け取ってしまった。それゆえに、50年代にはそれほど反発を生まなかった日米安保に対し、60年代には、目先の潮流に便乗した学生たちが強い反対運動を始めたのであり、当時、現状を冷静に見つめていたのは保守系政治家の岸信介のみであった。そして、岸が退陣させられた後の日本の保守勢力は単なる社会的勝者代表という路線になっていくのだが、この路線を覆そうとした保守派政治家たちが中曽根康弘や小沢一郎や石原慎太郎であり、当時学生運動のリーダーだった西部邁や栗本が、岸や中曽根や石原や小沢を評価するのは、自分たちがやっていた学生運動の認識の甘さへの反省からであるとする。社青同にいた江田五月は反省が足りないと批判される。
また、スプートニク以降の経済的に疲弊した米ソに対して、経済的に躍進したのが日本と西ドイツであった。アメリカのレーガン大統領は、日本に対しては円高政策で対応した。日本の経済発展は官僚や政治家のおかげではなく、個々の生産プロセスと証券市場のおかげであった。東ドイツと隣接する西ドイツが冷戦終焉を念頭においた危機管理をしっかりと考えていたのに比べると、日本は無策だったと反省する。

### 未来予測と提言
以上のような過去の整理が行われた後、未来予測がなされ、トランスナショナル・エコノミー（ボーダレス・エコノミー）の到来とシンボリック・アナリストの台頭への対応策として、「相互主義」の採用と「新経済民主主義」が提案される。
「相互主義」とは経営学者ピーター・ドラッカーの用語で、彼の才能を発掘した経済人類学者カール・ポランニーの用語「レシプロシティ（reciprocity、互酬）」と同じ語の訳語であり、業種ごとで自由貿易的にするか保護貿易主義的にするかを決めていくというものである。栗本の本文中では「互酬主義」とされているが、ドラッカーの諸著作（ダイヤモンド社）では、相互主義とされている。
「新経済民主主義」としては、人々がシンボリック・アナリスト層へ公平な競争によって入れるような体制を整えることなどが挙げられる。

## 反響
小浜逸郎の著作『ニッポン思想の首領たち』（1994年、宝島社）において、『迷走する境界人』というタイトルで、栗本の思想への批評に一章が割かれている。ここで本書は取り上げられて、論評の対象になっている。小浜いわく、本書における近未来向けの具体的な政治的提言は適切なものだが、太陽黒点移動と景気循環や社会変化との関係を示した箇所は非科学的だと批判している。栗本が書いたのは周期的に社会変化が起こるという主張なのだが、例えば戦争が周期的に起こるとするとき、勃発期を戦時とするのか佳境期を戦時とするのかが、統一されていないという欠陥があるとする。栗本の思想は『意味と生命』（1988年、青土社）を境に、前期（過去への考察にウェイトを置いた学者的活動の時期）と後期（現在および近未来にウェイトを置いた非科学的で予言者的な発言と現実主義的な政治的提言の混合の時期）に別れ、本書は後者に分類される、とみる。